# Volkacher Kirchberg

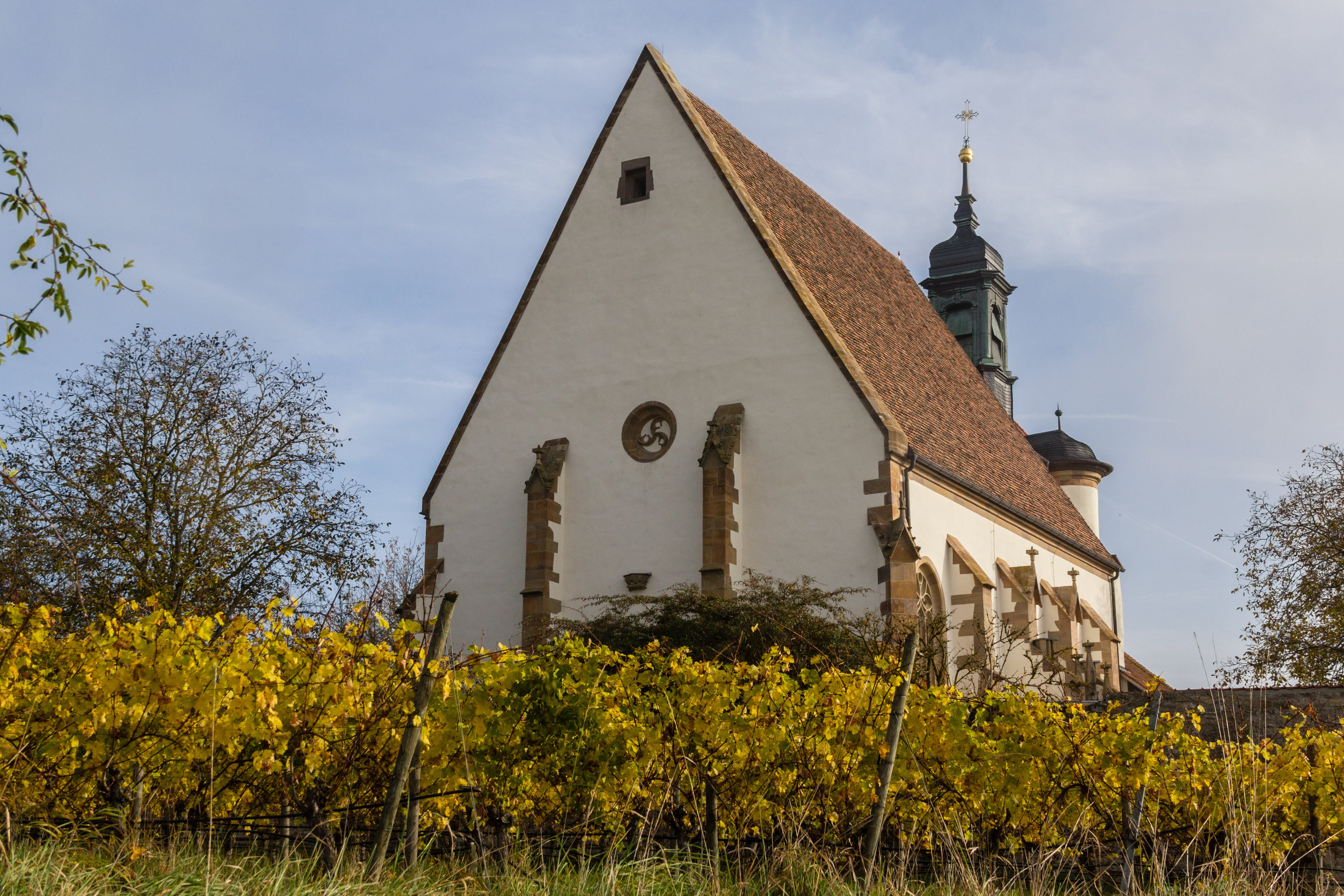
Teil der Großlage: Die Weinlage Volkacher Ratsherr am namensgebenden Kirchberg

Volkacher Kirchberg ist eine Großlage im Weinanbaugebiet Franken. Sie ist die größte Großlage im gesamten Anbaugebiet und umfasst Weinlagen in den Landkreisen Kitzingen, Schweinfurt und Würzburg in Unterfranken. Die Großlage ist Teil des Bereichs Volkacher Mainschleife.

## Geografische Lage und Geologie
Die Weinlagen des Volkacher Kirchbergs ziehen sich entlang einiger Berge im Norden des Landkreises Kitzingen, im Südosten des Landkreises Schweinfurt und des östlichen Landkreises Würzburg im ehemaligen Bereich Maindreieck des Anbaugebietes Franken. Ursprünglich waren diese Flächen Teil des Landkreises Gerolzhofen, der 1972 aufgelöst wurde. Mittelpunkt der Großlage ist die Volkacher Mainschleife und die sogenannte Weininsel, wo die Nordheimer und Sommeracher Weinlagen, flächenmäßig die größten des Gebietes, zu finden sind.  
Insgesamt nimmt die Großlage eine Fläche von etwa 1.685 ha ein und ist damit die größte Großlage Frankens. Naturräumlich liegt der Volkacher Kirchberg auf Böden des Mittleren Maintals. Die Reben wachsen im zentralen Bereich um die Mainschleife auf Gesteinen des Oberen Muschelkalks und des Lettenkeupers. In den weiter vom Main entfernten Lagen im Osten der Großlage bilden auch Lößlehm und Flugsande den Untergrund. Neben der Weinsorte Silvaner werden viele weitere Sorten dort angebaut.

## Namensherkunft
Der 230 m hohe Volkacher Kirchberg bildete bereits im Mittelalter einen religiösen Mittelpunkt für die Dörfer der Umgebung. Hier war die sogenannte Urpfarrkirche zu finden, die das seelsorgerische Zentrum der Umgegend darstellte. Später etablierte sich eine Wallfahrt zum Kirchberg. Gleichzeitig begann man auch am Berg mit dem Weinbau, sodass die Kirche auf dem Berg Maria im Weingarten genannt wurde. Mit dem Aufstieg des Tourismus entwickelte sich die Kirche zum Wahrzeichen der Mainschleife.
Im Jahr 1971 trat im Zuge der Flurbereinigung ein neues Weingesetz in Kraft. Es verpflichtete die Gemeinden, ihre Weinlagen zusammenzufassen, um die Vermarktung zu verbessern. Gleichzeitig mussten die neugeschaffenen Lagen häufig einer Großlage unterstellt werden. Hiermit sollte gewährleistet werden, dass auch minderwertigere Lagen unter einem bekannten Namen verkauft werden konnten. Die weinbautreibenden Gemeinden an der Mainschleife wählten daraufhin den Namen Kirchberg.

## Weinlagen
Die Liste der Weinlagen orientiert sich an einer Aufstellung aller bayerischen Weinlagen, die von der Regierung von Unterfranken herausgegeben wurde. Sie ist alphabetisch geordnet. In der zweiten Spalte sind die Gemarkungen vermerkt, auf denen die Weinlage zu finden ist. Weiterhin sind die Flächen der Weinlagen aufgeführt. Die Bodenbeschaffenheit und ihre überwiegende Zusammensetzung ist in der Spalte Geologie ersichtlich. Anmerkungen enthalten wichtige historische Eckpunkte zu den einzelnen Lagen.
Insgesamt umfasst der Volkacher Kirchberg 23 Einzellagen. Viele Lagen ziehen sich über mehrere Gemarkungen hin, wobei die Weinreben sich häufig auf einer Gemarkung konzentrieren (Beispiel Volkacher und Fahrer Ratsherr). Die Sommeracher Lagen bilden eine Besonderheit, da sie in Teilen gleichzeitig der Großlage Sommeracher Engelsberg zugeordnet wurden. Die Geokoordinate beziehen sich auf die größte Teilfläche der jeweiligen Lage. 
| Name der Weinlage             | Gemarkung(en) (Gemeinde)                                                         | Fläche (Jahr) | Geologie                                              | Geokoordinate                    | Anmerkungen |
| ----------------------------- | -------------------------------------------------------------------------------- | ------------- | ----------------------------------------------------- | -------------------------------- | --- |
| Berg                          | Escherndorf (Volkach), Untereisenheim (Eisenheim)                                | 33 ha (2004)  | Oberer Muschelkalk, Lettenkeuper                      | 49° 52′ 0,7″ N, 10° 9′ 45,7″ O   | |
| Eselsberg                     | Gaibach (Volkach), Stammheim (Kolitzheim)                                        | 116 ha (2018) |                                                       | 49° 53′ 55,9″ N, 10° 11′ 43″ O   | Am Stammheimer Eselsberg befindet sich der „größte Bocksbeutel der Welt“ als Denkmal.                                                                 |
| Fürstenberg                   | Astheim (Volkach), Escherndorf (Volkach), Köhler (Volkach), Neusetz (Dettelbach) | 68 ha (2018)  | Oberer Muschelkalk, Lettenkeuper                      | 49° 51′ 24,7″ N, 10° 10′ 2,3″ O  | Im Jahr 1971 wurde der Fürstenberg aus insgesamt 33 Einzellagen gebildet.                                                                             |
| Glatzen                       | Neuses am Berg (Dettelbach)                                                      | 70 ha (2004)  | Oberer Muschelkalk, Lettenkeuper                      | 49° 49′ 51,6″ N, 10° 10′ 50,2″ O | Im Jahr 1971 wurde der Glatzen aus insgesamt 15 Einzellagen gebildet.                                                                                 |
| Heiligenberg                  | Zeilitzheim (Kolitzheim)                                                         | 17 ha (2018)  |                                                       | 49° 52′ 58,3″ N, 10° 14′ 51″ O   | |
| Höll                          | Obereisenheim (Eisenheim), Untereisenheim (Eisenheim)                            | 150 ha (2004) |                                                       | 49° 53′ 52,8″ N, 10° 10′ 21,5″ O | |
| Kapellenberg                  | Gaibach (Volkach), Zeilitzheim (Kolitzheim)                                      | 37 ha (2018)  | Oberer Muschelkalk, Lettenkeuper                      | 49° 53′ 21,9″ N, 10° 14′ 12,4″ O | |
| Karthäuser                    | Astheim (Volkach)                                                                | 60 ha (2018)  | Oberer Muschelkalk, Lettenkeuper                      | 49° 51′ 53,1″ N, 10° 12′ 13,7″ O | Im Jahr 1971 wurde der Karthäuser aus insgesamt 45 Einzellagen gebildet.                                                                              |
| Katzenkopf                    | Sommerach                                                                        | 180 ha (2004) | Oberer Muschelkalk, Lettenkeuper, Flugsand, Flusssand | 49° 50′ 6,9″ N, 10° 11′ 42,5″ O  | Lage auf der Weininsel. Im Jahr 1971 wurde der Katzenkopf aus insgesamt 23 Einzellagen gebildet.                                                      |
| Kreuzberg                     | Nordheim am Main, Hallburg (Volkach)                                             | 91 ha (2018)  | Oberer Muschelkalk, Lettenkeuper, Flugsand, Flusssand | 49° 51′ 12,6″ N, 10° 11′ 57,9″ O | Lage auf der Weininsel. Im Jahr 1971 wurde der Kreuzberg aus insgesamt acht Einzellagen gebildet.                                                     |
| Kreuzpfad                     | Lindach (Kolitzheim)                                                             | 12 ha (2004)  |                                                       | 49° 55′ 16,1″ N, 10° 11′ 42,2″ O | |
| Landsknecht                   | Obervolkach (Volkach), Rimbach (Volkach)                                         | 76 ha (2018)  | Oberer Muschelkalk, Lettenkeuper                      | 49° 52′ 40,7″ N, 10° 15′ 38,7″ O | In der Rimbacher Gemarkung befindet sich der älteste Weinberg Frankens. Im Jahr 1971 wurde der Landsknecht aus insgesamt sieben Einzellagen gebildet. |
| Lump                          | Escherndorf (Volkach)                                                            | 25 ha (2018)  | Oberer Muschelkalk, Lettenkeuper                      | 49° 51′ 56″ N, 10° 10′ 46,5″ O   | Im Jahr 1971 wurde der Lump aus insgesamt 16 Einzellagen gebildet.                                                                                    |
| Mainleite                     | Hergolshausen (Waigolshausen), Theilheim (Waigolshausen)                         | 13 ha (2017)  |                                                       | 49° 56′ 58,1″ N, 10° 9′ 31,5″ O  | |
| Mühlberg                      | Schwanfeld                                                                       | 4 ha (2017)   |                                                       | 49° 55′ 3,9″ N, 10° 9′ 13,8″ O   | |
| Ratsherr                      | Fahr (Volkach), Gaibach (Volkach), Obervolkach (Volkach), Volkach (Volkach)      | 160 ha (2004) | Oberer Muschelkalk, Lettenkeuper                      | 49° 52′ 33,4″ N, 10° 13′ 3″ O    | Im Jahr 1971 wurde der Ratsherr aus insgesamt 25 Einzellagen gebildet.                                                                                |
| Rosenberg (Frankenwinheim)    | Frankenwinheim                                                                   | 29 ha (2017)  |                                                       | 49° 53′ 13,5″ N, 10° 18′ 13,7″ O | |
| Rosenberg (Sommerach)         | Hallburg (Volkach), Sommerach                                                    | 60 ha (2004)  | Oberer Muschelkalk, Lettenkeuper, Flugsand, Flusssand | 49° 50′ 9,9″ N, 10° 11′ 27,3″ O  | Lage auf der Weininsel. Im Jahr 1971 wurde der Rosenberg aus insgesamt zehn Einzellagen gebildet.                                                     |
| Rosengarten                   | Schwarzenau (Schwarzach am Main)                                                 | 0,2 ha (2013) | Oberer Muschelkalk                                    | 49° 48′ 36,9″ N, 10° 11′ 58,5″ O | Eine der kleinsten Weinlagen im Anbaugebiet Franken                                                                                                   |
| Sonnenberg                    | Untereisenheim (Eisenheim)                                                       | 131 ha (2018) |                                                       | 49° 53′ 11,4″ N, 10° 8′ 57,5″ O  | |
| Sonnenleite (auch Sonnenberg) | Krautheim (Volkach)                                                              | 10 ha (2004)  | Oberer Muschelkalk                                    | 49° 52′ 43,6″ N, 10° 16′ 45,3″ O | |
| Vögelein                      | Nordheim am Main                                                                 | 230 ha (2018) | Oberer Muschelkalk, Lettenkeuper, Flugsand, Flusssand | 49° 51′ 3,4″ N, 10° 11′ 7″ O     | Eine der größten Weinlagen im Anbaugebiet. Lage auf der Weininsel. Im Jahr 1971 wurde das Vögelein aus insgesamt 17 Einzellagen gebildet.             |
| Zehntgraf                     | Wipfeld                                                                          | 113 ha (2018) |                                                       | 49° 55′ 32,1″ N, 10° 10′ 4,3″ O  | |